# Mitologia lusitană
Lusitania este o fostă provincie romană incluzând teritoriile actualului stat Portugalia și vestul Spaniei (provincia Estramanduras). Lusitanii erau un popor de războinici viteji, ale căror origini nu ne sunt cunoscute. Numele "Lusitania" provine din fuziunea cuvintelor "Lus" și "Tanus" de origine celtică, însemnând, după unii istorici "tribul lui Lusus", iar după alții "orașul luminii". Mitologia lusitană a fost influențată deseori de mitologia celtică și mitologia romană, exercitându-și la rândul ei influențele asupra acestor mitologii.

## Personajele mitologiei lusitane
- Zeii:
  - Endovelicus - zeul suprem, zeu al sănătății
  - Ataegina - zeița renașterii
  - Runesocesius - zeu al războiului, al sulițelor
  - Bormanico - zeul primăverii
  - Cariocecus - zeul războiului
  - Trebaruna - zeița căminului și a morții
  - Nabia - zeița râurilor, a apelor
  - Duberdicus -zeul fântânilor, a apelor
  - Ares Lusitani - zeul cailor